# Diplusodon microphyllus
Diplusodon microphyllus är en fackelblomsväxtart som beskrevs av Johann Baptist Emanuel Pohl. Diplusodon microphyllus ingår i släktet Diplusodon och familjen fackelblomsväxter. Inga underarter finns listade i Catalogue of Life.

## Bildgalleri

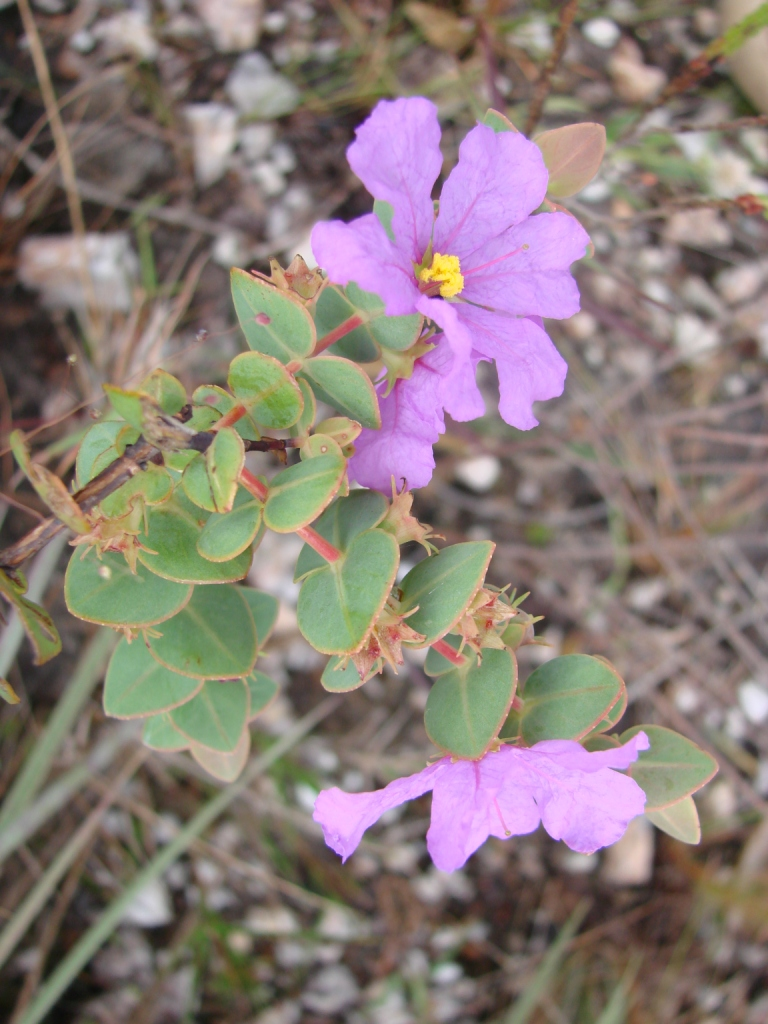